# Lepyrodia scariosa
Lepyrodia scariosa är en gräsväxtart som beskrevs av Robert Brown. Lepyrodia scariosa ingår i släktet Lepyrodia och familjen Restionaceae. Inga underarter finns listade i Catalogue of Life.

## Bildgalleri

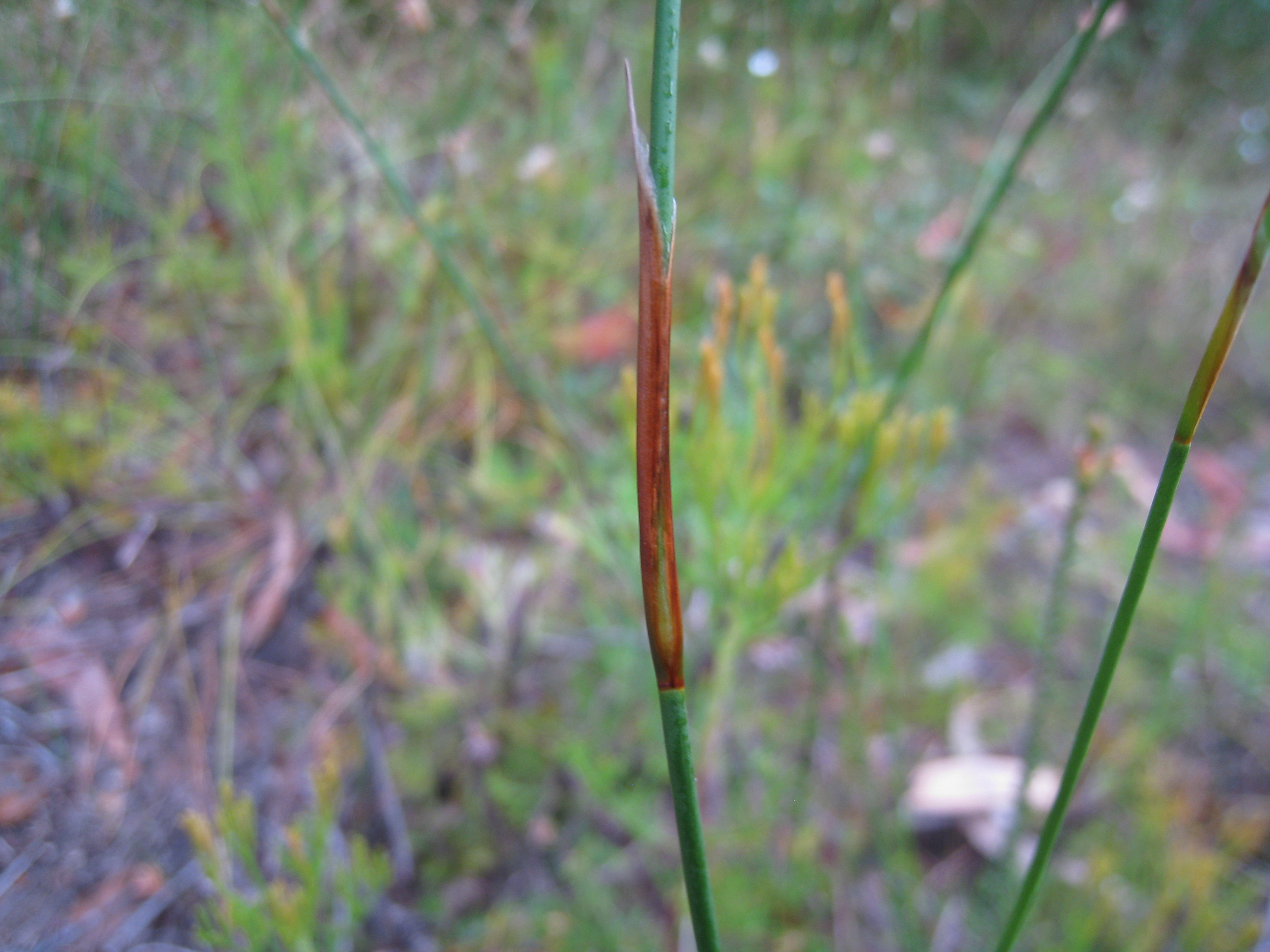
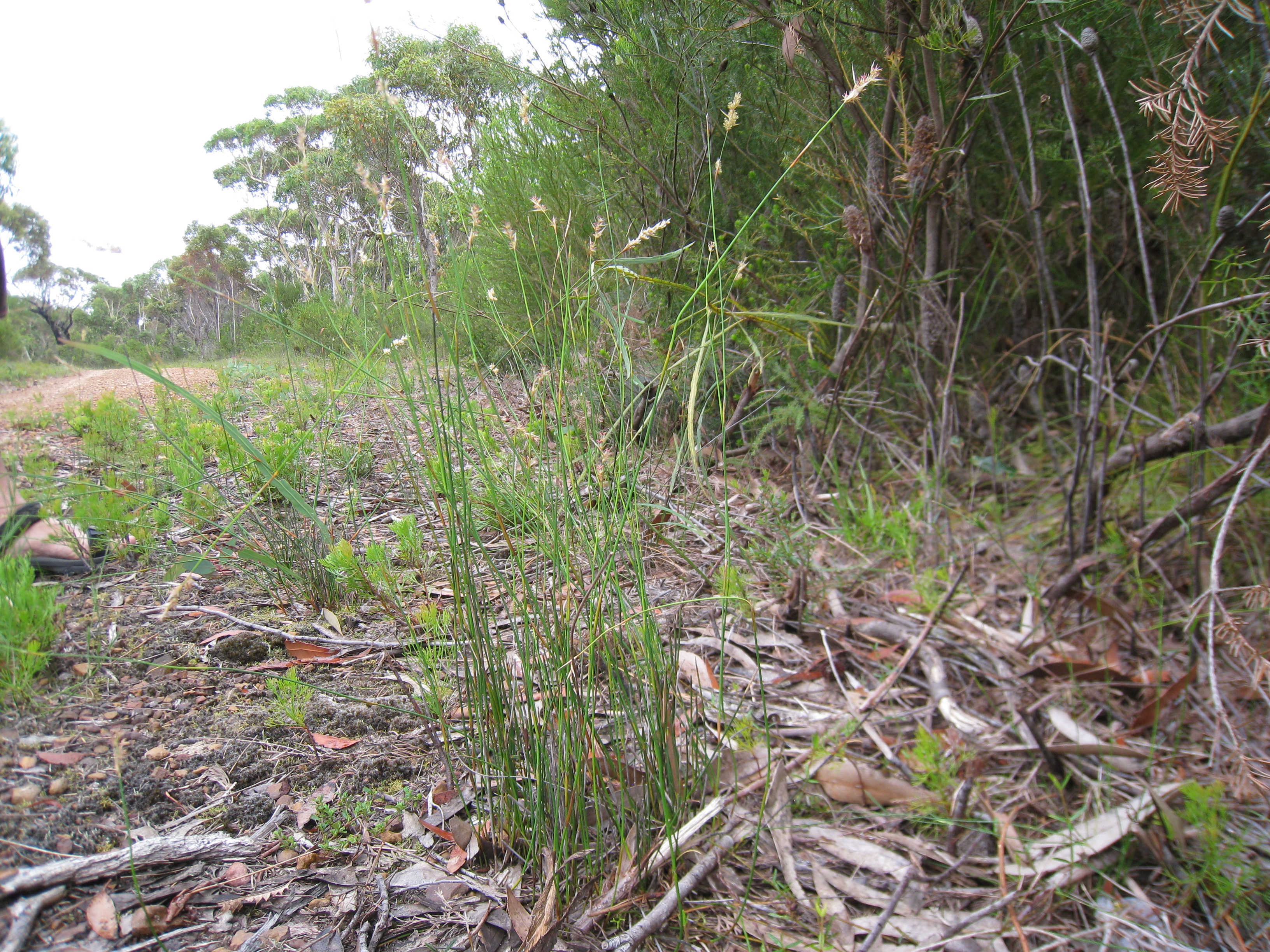
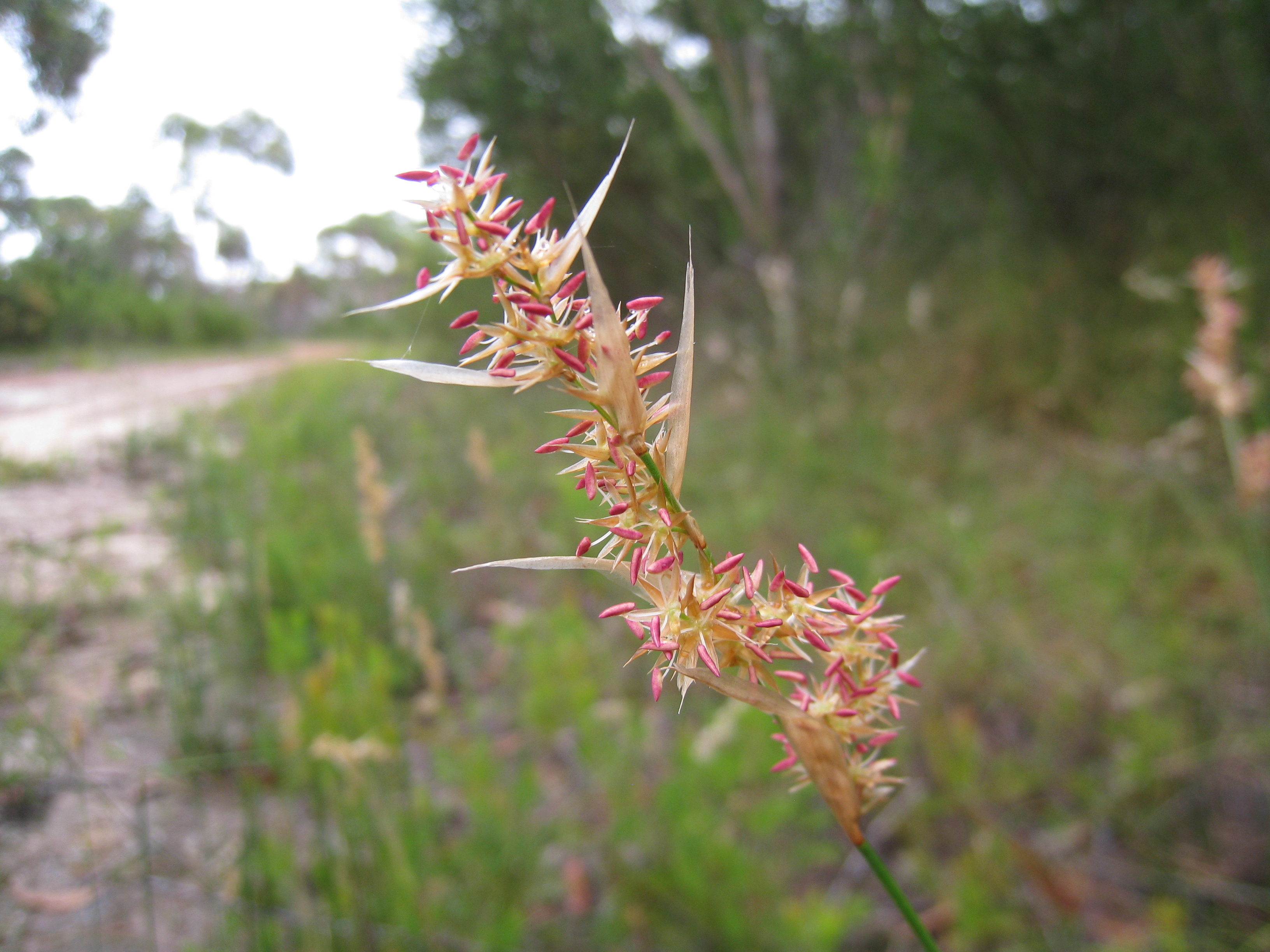
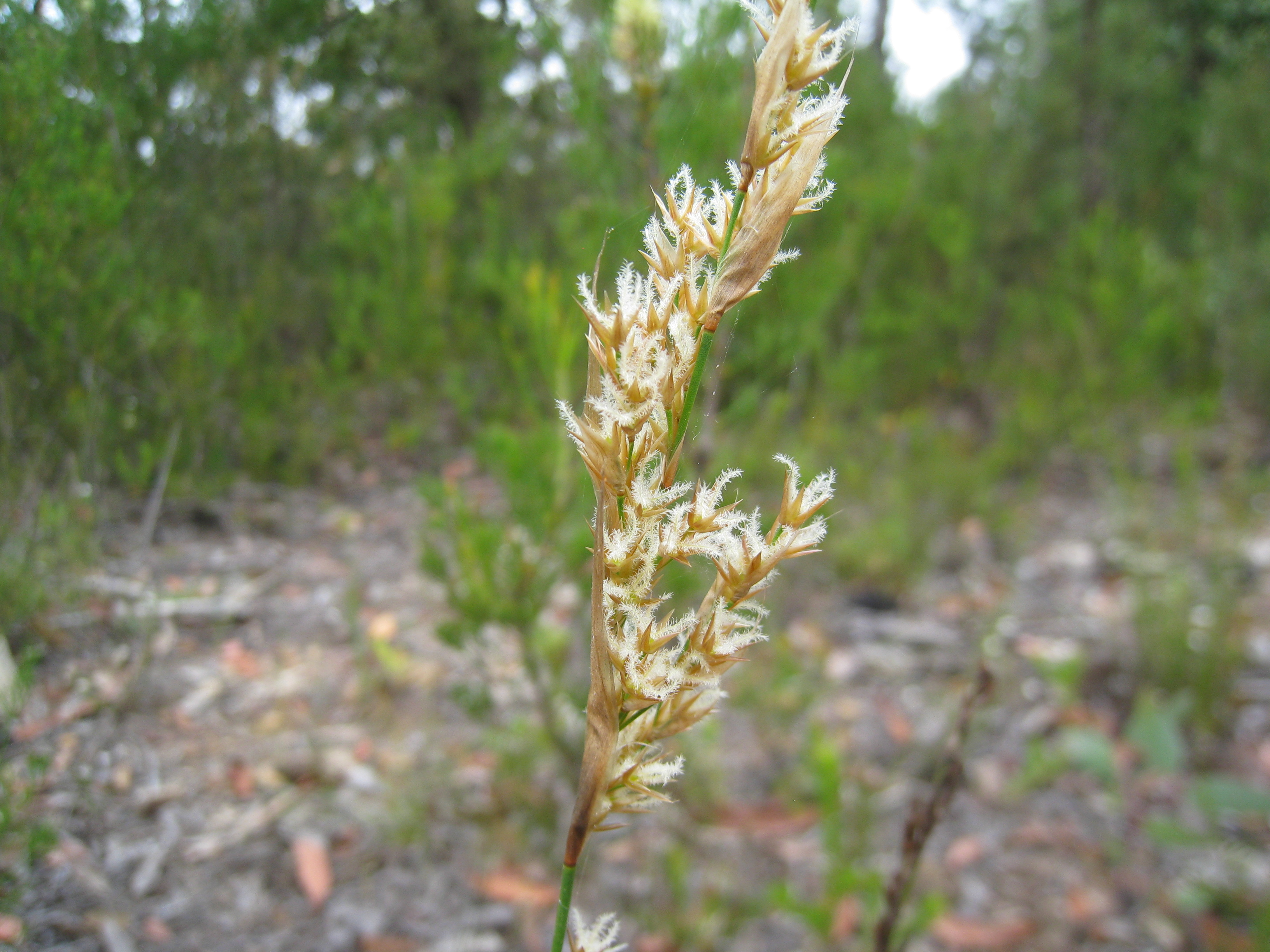